# Robert Brower
Robert Brower (Point Pleasant, 14 luglio 1850 – Hollywood, 8 dicembre 1934) è stato un attore statunitense.

## Biografia
Nato nel 1850 a Point Pleasant, nello stato di New York, iniziò la sua carriera cinematografica nei primi anni dieci. Messo sotto contratto alla Edison Manufacturing Company, lavorò come attore caratterista fino a tutto il decennio successivo. Nei primi anni trenta, girò ancora qualche pellicola in piccoli ruoli, senza apparire nei credit dei film. Nella sua carriera, svoltasi essenzialmente all'epoca del muto, prese parte a oltre 270 film.
Morì a West Hollywood l'8 dicembre 1934 all'età di 84 anni.

## Filmografia

### 1909/1910
- A Rose of the Tenderloin, regia di J. Searle Dawley – cortometraggio (1909)
- The Toymaker, the Doll and the Devil, regia di Edwin S. Porter – cortometraggio (1910)

### 1911
- Silver Threads Among the Gold, regia di Edwin S. Porter – cortometraggio (1911)
- Josh and Cindy's Wedding Trip – cortometraggio (1911)
- Aida, regia di Oscar Apfel e da J. Searle Dawley – cortometraggio (1911)
- The Trapper's Five Dollar Bill – cortometraggio (1911)
- The New Church Carpet – cortometraggio (1911)
- The Capture of Fort Ticonderoga, regia di Oscar C. Apfel e J. Searle Dawley – cortometraggio (1911)
- The Hair Restorer and the Indians – cortometraggio (1911)
- His First Trip – cortometraggio (1911)
- The Declaration of Independence, regia di J. Searle Dawley – cortometraggio (1911)
- The Three Musketeers: Part 1, regia di J. Searle Dawley – cortometraggio (1911)
- The Three Musketeers: Part 2, regia di J. Searle Dawley – cortometraggio (1911)
- A Cure for Crime, regia di Edwin S. Porter – cortometraggio (1911)
- The Death of Nathan Hale – cortometraggio (1911)
- The Maiden of the Pie Faced Indians – cortometraggio (1911)
- Foul Play, regia di Oscar C. Apfel – cortometraggio (1911)
- How Mrs. Murray Saved the American Army, regia di J. Searle Dawley – cortometraggio (1911)
- A Conspiracy Against the King, regia di J. Searle Dawley – cortometraggio (1911)
- The Reform Candidate – cortometraggio (1911)
- The Living Peach, regia di C. Jay Williams – cortometraggio (1911)
- The Bo'Sun's Watch, regia di C. Jay Williams – cortometraggio (1911)
- John Brown's Heir, regia di C. Jay WIlliams – cortometraggio (1911)
- Uncle Hiram's List, regia di Oscar C. Apfel – cortometraggio (1911)

### 1912
- Thirty Days at Hard Labor, regia di Oscar Apfel – cortometraggio (1912)
- The New Editor – cortometraggio (1912)
- Children Who Labor, regia di Ashley Miller – cortometraggio (1912)
- The Lost Kitten, regia di C.J. Williams – cortometraggio (1912)
- My Double and How He Undid Me, regia di Ashley Miller – cortometraggio (1912)
- Her Polished Family, regia di C. Jay Williams – cortometraggio (1912)
- For the Commonwealth – cortometraggio (1912)
- The Lighthouse Keeper's Daughter, regia di J. Searle Dawley – cortometraggio (1912)
- How Washington Crossed the Delaware, regia di Oscar Apfel – cortometraggio (1912)
- A Tenacious Solicitor, regia di C.J. Williams (1912)
- Blinks and Jinks, Attorneys at Law, regia di C.J. Williams – cortometraggio (1912)
- The Bank President's Son, regia di Oscar Apfel – cortometraggio (1912)
- The Convict's Parole, regia di Edwin S. Porter – cortometraggio (1912)
- The Sunset Gun, regia di Bannister Merwin – cortometraggio (1912)
- The High Cost of Living – cortometraggio (1912)
- The Shadow on the Blind – cortometraggio (1912)
- Martin Chuzzlewit, regia di Oscar Apfel e James Searle Dawley – cortometraggio (1912)
- The Little Bride of Heaven – cortometraggio (1912)
- The Father – cortometraggio (1912)
- How the Boys Fought the Indians – cortometraggio (1912)
- The Librarian – cortometraggio (1912)
- The Harbinger of Peace – cortometraggio (1912)
- The Cub Reporter – cortometraggio (1912)
- Alone in New York, regia di Ashley Miller (1912)
- Helping John, regia di Bannister Merwin  – cortometraggio (1912)
- The Triangle – cortometraggio (1912)
- The Dam Builder, regia di Bannister Merwin (1912)
- Hearts and Diamonds, regia di Harold M. Shaw – cortometraggio (1912)
- Cynthia's Agreement, regia di C.J. Williams – cortometraggio (1912)
- Calumet 'K', regia di J. Searle Dawley – cortometraggio (1912)
- The Girl from the Country, regia di Harold M. Shaw (1912)
- The Usurer's Grip, regia di Charles J. Brabin – cortometraggio (1912)
- Under False Colors, regia di Charles Brabin – cortometraggio (1912)
- The Affair at Raynor's, regia di Charles J. Brabin – cortometraggio (1912)
- Young Mrs. Eaton, regia di Charles J. Brabin – cortometraggio (1912)
- A Baby's Shoe, regia di Charles J. Brabin – cortometraggio (1912)
- The Non-Commissioned Officer, regia di Charles J. Brabin – cortometraggio (1912)
- The Old Reporter, regia di Harold M. Shaw – cortometraggio (1912)
- Hope, a Red Cross Seal Story, regia di Charles Brabin – cortometraggio (1912)
- Tim, regia di Charles Brabin – cortometraggio (1912)
- The Third Thanksgiving, regia di Harold M. Shaw – cortometraggio (1912)
- The Totville Eye, regia di C. Jay Williams – cortometraggio (1912)
- Annie Crawls Upstairs, regia di Charles J. Brabin – cortometraggio (1912)
- Nebbia (Fog), regia di Ashley Miller – cortometraggio (1912)
- An Old Fashioned Elopement, regia di C.J. Williams (1912)
- For Her , regia di Harold M. Shaw – cortometraggio (1912)

### 1913
- The New Day's Dawn, regia di Harold M. Shaw – cortometraggio (1913)
- It Is Never Too Late to Mend - regia di Charles M. Seay – cortometraggio (1913)
- Interrupted Wedding Bells, regia di Ashley Miller – cortometraggio (1913)
- The Ambassador's Daughter, regia di Charles Brabin – cortometraggio (1913)
- The Princess and the Man, regia di Charles Brabin – cortometraggio (1913)
- A Heroic Rescue, regia di Charles M. Seay – cortometraggio (1913)
- Confidence, regia di Bannister Merwin – cortometraggio (1913)
- The Will of the People, regia di George Lessey – cortometraggio (1913)
- The Minister's Temptation, regia di Charles Brabin – cortometraggio (1913)
- The Photograph and the Blotter, regia di George Lessey – cortometraggio (1913)
- A Letter to Uncle Sam, regia di C. Jay Williams – cortometraggio (1913)
- The Lost Deed, regia di George Lessey – cortometraggio (1913)
- Jan Vedder's Daughter, regia di George Lessey – cortometraggio (1913)
- Superstitious Joe, regia di Charles M. Seay – cortometraggio (1913)
- The Dean's Daughters, regia di Walter Edwin – cortometraggio (1913)
- Bread on the Waters, regia di George Lessey – cortometraggio (1913)
- With the Eyes of the Blind, regia di Walter Edwin – cortometraggio (1913)
- The Duke's Dilemma, regia di Walter Edwin – cortometraggio (1913)
- Old Jim – cortometraggio (1913)
- The Man Who Wouldn't Marry, regia di Walter Edwin – cortometraggio (1913)
- The Man from the West – cortometraggio (1913)
- An Accidental Alibi – cortometraggio (1913)
- By Mutual Agreement, regia di Charles M. Seay – cortometraggio (1913)
- The Translation of a Savage, regia di Walter Edwin – cortometraggio (1913)
- Mercy Merrick, regia di Charles J. Brabin – cortometraggio (1913)
- While John Bolt Slept, regia di Charles J. Brabin (1913)
- Apples of Sodom, regia di George Lessey – cortometraggio (1913)
- Her Royal Highness, regia di Walter Edwin – cortometraggio (1913)
- Mary Stuart, regia di Walter Edwin – cortometraggio (1913)
- Love's Old Sweet Song, regia di Charles H. France – cortometraggio (1913)
- The Story of the Bell, regia di Walter Edwin – cortometraggio (1913)
- The Patchwork Quilt, regia di Charles H. France – cortometraggio (1913)
- The Diamond Crown, regia di J. Searle Dawley – cortometraggio (1913)
- On the Broad Stairway, regia di J. Searle Dawley – cortometraggio (1913)
- The Bells, regia di George A. Lessey – cortometraggio (1913)
- A Proposal from the Duke, regia di Walter Edwin – cortometraggio (1913)
- The Robbers, regia di Walter Edwin – cortometraggio (1913)
- The Substitute Stenographer, regia di J. Searle Dawley – cortometraggio (1913)
- Dolly Varden, regia di Richard Ridgely – cortometraggio (1913)
- The Pied Piper of Hamelin, regia di George Lessey – cortometraggio (1913)
- The Mystery of West Sedgwick – cortometraggio (1913)
- A Mutual Understanding, regia di George Lessey – cortometraggio (1913)
- Joyce of the North Woods, regia di Ashley Miller – cortometraggio (1913)
- Saved by the Enemy, regia di George Lessey – cortometraggio (1913)
- The Great Physician, regia di Richard Ridgely – cortometraggio (1913)
- For the Honor of the Force, regia di George Lessey – cortometraggio (1913)
- In the Shadow of the Mountains, regia di George Lessey – cortometraggio (1913)
- Reginald's Courtship, regia di C.J. Williams – cortometraggio (1913)
- Silas Marner, regia di Charles Brabin – cortometraggio (1913)
- The Doctor's Duty, regia di George Lessey – cortometraggio (1913)
- The Vanishing Cracksman, regia di George Lessey – cortometraggio (1913)
- The Price of Human Lives, regia di Richard Ridgely – cortometraggio (1913)
- Peg o' the Movies, regia di George Lessey – cortometraggio (1913)
- A Tudor Princess, regia di J. Searle Dawley – cortometraggio (1913)
- The Mystery of the Dover Express, regia di George Lessey – cortometraggio (1913)

### 1914
- The Necklace of Rameses, regia di Charles Brabin – cortometraggio (1914)
- The Mystery of the Talking Wire, regia di George Lessey – cortometraggio (1914)
- The Active Life of Dolly of the Dailies, regia di Walter Edwin - serial (1914)
- An American King, regia di George Lessey – cortometraggio (1914)
- The Story of the Willow Pattern – cortometraggio (1914)
- The Mystery of the Ladder of Light, regia di George Lessey – cortometraggio (1914)
- With the Eyes of Love, regia di George Lessey – cortometraggio (1914)
- The Double Shadow, regia di Preston Kendall – cortometraggio (1914)
- The Mystery of the Laughing Death, regia di George Lessey – cortometraggio (1914)
- The Mystery of the Silver Snare, regia di George Lessey – cortometraggio (1914)
- Frederick the Great, regia di Walter Edwin – cortometraggio (1914)
- An Alaskan Interlude, regia di George Lessey – cortometraggio (1914)
- The Coward and the Man, regia di Ashley Miller – cortometraggio (1914 )
- The Mystery of the Amsterdam Diamonds, regia di George Lessey – cortometraggio (1914)
- The Mystery of the Fadeless Tints, regia di George Lessey – cortometraggio (1914)
- The Shattered Tree, regia di Ben F. Wilson – cortometraggio (1914)
- The Mystery of the Lost Stradivarius, regia di George Lessey – cortometraggio (1914)
- The President's Special, regia di Charles Brabin – cortometraggio (1914)
- My Friend from India, regia di Harry Beaumont, Ashley Miller – cortometraggio (1914)
- The Gilded Kidd, regia di C.J. Williams – cortometraggio (1914)
- The Mystery of the Octagonal Room, regia di George Lessey – cortometraggio (1914)
- The Mystery of the Glass Tubes, regia di Ben F. Wilson – cortometraggio (1914)
- The Long Way, regia di Charles Brabin – cortometraggio (1914)
- The Mystery of the Sealed Art Gallery, regia di George Lessey – cortometraggio (1914)
- The New Partner, regia di Langdon West – cortometraggio (1914)
- The Heritage of Hamilton Cleek, regia di Ben F. Wilson – cortometraggio (1914)
- What Could She Do, regia di John H. Collins – cortometraggio (1914)
- His Chorus Girl Wife, regia di Ashley Miller – cortometraggio (1914)
- Who Goes There?, regia di Ashley Miller – cortometraggio (1914)
- The Best Man, regia di Charles Brabin – cortometraggio (1914)
- The Stenographer – cortometraggio (1914)
- Mr. Daly's Wedding Day, regia di Langdon West – cortometraggio (1914)

### 1915
- The Magnate of Paradise – cortometraggio (1915)
- The Glory of Clementina, regia di Ashley Miller – cortometraggio (1915)
- The Girl Who Kept Books, regia di Ashley Miller – cortometraggio (1915)
- The Experiment – cortometraggio (1915)
- In Spite of All, regia di Ashley Miller – cortometraggio (1915)
- On the Stroke of Twelve, regia di John H. Collins – cortometraggio (1915)
- Killed Against Orders, regia di Langdon West – cortometraggio (1915)
- With Bridges Burned, regia di Ashley Miller – cortometraggio (1915)
- Her Proper Place, regia di Langdon West – cortometraggio (1915)
- His Peasant Princess – cortometraggio (1915)
- According to Their Lights, regia di Eugene Nowland – cortometraggio (1915)
- A Chip of the Old Block, regia di James W. Castle – cortometraggio (1915)
- Cohen's Luck, regia di John H. Collins - mediometraggio (1915)
- Through Turbulent Waters, regia di Duncan McRae – cortometraggio (1915)
- June Friday, regia di Duncan McRae - mediometraggio (1915)
- The King of the Wire, regia di Ashley Miller – cortometraggio (1915)
- The Way Back, regia di Carlton King (Carlton S. King) - mediometraggio
- Breaking the Shackles, regia di Carlton S. King – cortometraggio (1915)
- The Silent Tongue, regia di Will Louis – cortometraggio (1915)
- Vanity Fair, regia di Charles Brabin e Eugene Nowland (1915)
- Friend Wilson's Daughter, regia di Langdon West – cortometraggio (1915)
- The Truth About Helen, regia di Frank McGlynn Sr. (1915)
- The Voice of the Violin, regia di Ben Turbett – cortometraggio (1915)
- The Matchmakers, regia di George Ridgwell – cortometraggio (1915)

### 1916/1919
- The Innocence of Ruth, regia di John H. Collins (1916)
- When Love Is King, regia di Ben Turbett (1916)
- The Coward's Code, regia di Frank McGlynn Sr. – cortometraggio (1916)
- The Quest of Life, regia di Ashley Miller (1916)
- The Cossack Whip, regia di John H. Collins (1916)
- The Last Sentence, regia di Ben Turbett (1916)
- The Mystery of the Double Cross, regia di William Parke e Louis J. Gasnier (non accreditato) - serial (1917)
- Builders of Castles, regia di Ben Turbett (1917)
- The Tell-Tale Step, regia di Burton George (1917)
- A Burglar for a Night, regia di Ernest C. Warde (1918)
- Something to Do, regia di Donald Crisp (1918)
- Rose o' the River, regia di Robert Thornby (1919)
- The Heart of Youth, regia di Robert G. Vignola (1919)
- Hawthorne of the U.S.A., regia di James Cruze (1919)
- The Beauty Market, regia di Colin Campbell (1919)
- Everywoman, regia di George Melford (1919)

### Anni venti
- Jack Straw, regia di William C. de Mille (1920)
- A Cumberland Romance, regia di Charles Maigne (1920)
- A City Sparrow, regia di Sam Wood (1920)
- Held by the Enemy , regia di Donald Crisp (1920)
- The Jucklins, regia di George Melford (1921)
- What Every Woman Knows, regia di William C. de Mille (1921)
- The Faith Healer, regia di George Melford (1921)
- Biricchinate (Peck's Bad Boy), regia di Sam Wood (1921)
- The Lost Romance, regia di William C. de Mille (1921)
- The Little Minister, regia di Penrhyn Stanlaws (1921)
- Is Matrimony a Failure?, regia di James Cruze (1922)
- Fools First, regia di Marshall Neilan (1922)
- The Man Who Saw Tomorrow, regia di Alfred E. Green (1922)
- Singed Wings, regia di Penrhyn Stanlaws (1922)
- Thirty Days, regia di James Cruze (1922)
- Racing Hearts, regia di Paul Powell (1923)
- Adam's Rib, regia di Cecil B. DeMille (1923)
- Long Live the King, regia di Victor Schertzinger (1923)
- Riders Up, regia di Irving Cummings (1924)
- Fifth Avenue Models, regia di Svend Gade (1925)
- The Thoroughbred, regia di Oscar Apfel (1925)
- The Movies, regia di William Goodrich – cortometraggio (1925)
- La strega di York (The Road to Yesterday), regia di Cecil B. DeMille (1925)
- Wild Oats Lane, regia di Marshall Neilan (1926)
- Home Cured, regia di William Goodrich – cortometraggio (1926)
- The Honeymoon Express, regia di James Flood e, non accreditato, Ernst Lubitsch (1926)
- The Last Trail, regia di Lewis Seiler (1927)
- Il principe studente (The Student Prince in Old Heidelberg), regia di Ernst Lubitsch, John M. Stahl (1927)
- The Gay Defender, regia di Gregory La Cava (1927)
- Chicago, ovvero: Vampate nere (Chicago), regia di Frank Urson (1927)
- I mendicanti della vita (Beggars of Life), regia di William A. Wellman (1928)

### Anni trenta
- Il cavaliere della libertà (Abraham Lincoln), regia di D. W. Griffith (1930)
- Blind Adventure, regia di Ernest B. Schoedsack (1933)
- L'uomo invisibile (The Invisible Man), regia di James Whale (1933)
- The Silver Bullet